# Іванцов Іван Овсійович
Іванцов Іван Овсійович (11 вересня 1904, Великий Браталів — 31 жовтня 1941, Київ) — історик, археолог.

## Біографія
Народився в с. Великий Браталів (нині село Любарського району Житомирської області) в родині безземельних селян. Закінчив Шепетівський педагогічний технікум (1926). Вступив на заочний відділ Волинського інституту народної освіти, 1933 перевівся на історичний факультет Київського університету, закінчив його, з 1934 — був аспірантом Олександра Оглобліна, співробітником та однодумцем Костя Гуслистого (Кость Гуслитий керував дисертаційним дослідженням І. О. Іванцова «Повстання українського народу проти шляхетської Польщі 1635—1638 рр.») цього університету. Від 1 вересня 1935 — ст. викладач кафедри історії СРСР Київського педагогічного інституту, викладав історію України.
Від 1938 — ст. н. с. Інституту археології АН УРСР. З того року бере участь у розкопках території Михайлівського Золотоверхого собору (див. Києво-Михайлівський Золотоверхий монастир), Десятинної церкви. І. розкопав, дослідив і описав унікальні археологічні пам'ятки «Житло художника» та «Житло ремісника», які згодом використав М. Каргер у двотомній монографії «Древній Київ» (Москва;Ленінград,1958-1961) чомусь не вважав за потрібне згадувати українського відкривача. Публікував у київській пресі статті про давній Київ, використовуючи матеріали археологічних розкопок 1938, 1939, 1940. Був залучений до колективу зі створення 4-томної «Історії Києва», яким керувала Н. Полонська-Василенко. Свою частину — «Стародавній Київ до 1240» — І. закінчив у 1-й пол. 1941, підготував до друку, проілюстрував фотографіями, картами, планами. Одночасно з роботою над монографією «Стародавній Київ» працював над атласом «Топографія древнього Києва».
Невдовзі після початку нацистсько-радянської війни Радянського Союзу 1941—1945, 12 липня 1941 зарахований до стрілецького полку Південного фронту. Потрапив в оточення. Опинившись в окупованому Києві, рятував архів та експонати Інституту археології АН УРСР. 31 жовтня 1941 виданий гестапівцям, того ж дня розстріляний у Бабиному Яру.